# Козырев, Никита Иванович
Ники́та Ива́нович Ко́зырев (укр. Микита Іванович Козирєв; род. 22 мая 1993, Одесса) — украинский видеоблогер, пародист, музыкант, бывший википедист, а также летсплейщик и стример. Создатель и бывший владелец канала «КОЗЫРНЫЙ УГОЛОК» на видеохостинге YouTube, а также один из участников проекта «ND Production».

## Биография и творчество
Никита Козырев родился 22 мая 1993 года в Одессе. Учился в школе Столярского по классу фортепиано и в одесской консерватории.
В 2009 году, когда ещё учился в школе, совместно с младшей сестрой выпустил скетч-шоу «Автобус смеха», один из фрагментов которого (с фразой «А где моя сосиска?!») стал интернет-мемом.
В 2011 году выступил на фестивале пародий «Большая разница в Одессе», где получил приз от одного из спонсоров. В рамках своего номера спародировал 51 персонажа в течение трёх минут.
В декабре 2011 года создал канал на YouTube под названием «КОЗЫРНЫЙ УГОЛОК». На нём по состоянию на 2022 год выпускались пародии на голоса, сатирические видео и авторские музыкальные клипы. Также на канале публиковались ролики при участии других блогеров, таких как Николай Соболев, Данила Поперечный, Эльдар Джарахов и других. С Андреем Немодруком, основателем «ND Production», познакомился на своей же улице. По стечению обстоятельств они оказались соседями, до этого не зная об этом. На канале Немодрука выходят пародии на песни голосами различных персонажей (политики, герои мультфильмов, звёзды шоу-бизнеса), а также пародии на музыкальные клипы.
В 2017 году совместно с Андреем Немодруком и другими видеоблогерами принимал участие в ток-шоу «Прямой эфир» Андрея Малахова.
В середине 2018 года выступал в качестве гостя на фестивалях «Видфест» и «VK Fest» в Санкт-Петербурге и Москве. Также, в июне 2018 года, снимался в нескольких шоу проекта «КликКлак» на YouTube.

## Участие в Википедии
До 29 июля 2013 года был активным участником русского и украинского разделов Википедии[значимость факта?]. Под ником Nikita Kozyrev написал более 200 статей, среди которых: статьи о творчестве итальянского певца Адриано Челентано, Эроса Рамацотти, кинематографе, мультипликации, деятелях искусства и другом.